# Going South (libro)
Going South (2021) es una de las memorias de la cantautora neozelandesa Lorde .Documenta su experiencia al visitar el continente de la Antártida en enero de 2019 con fotos tomadas por la fotógrafa de Nueva Zelanda Harriet Were. Todas las ganancias del libro se utilizarán para financiar una beca de posgrado creada por Antarctica New Zealand, una agencia gubernamental.

## Trasfondo
Lorde expresó un interés en explorar la región de la Antártida desde que tenía edad suficiente para leer. En enero de 2019,  ella visitó Scott Base y la Estación McMurdo en la Antártida, viajando como una Embajadora Antártica. Durante su visita,  observó especies microscópicas en laboratorios medioambientales y habló con científicos. Lorde describió el libro como una "clase de precursor perfecto" a su tercer álbum de estudio. El libro tiene más de 100 páginas con las imágenes tomadas por la fotógrafa de Nueva Zelanda Harriet Era y escrituras de Lorde.